# Hjalmar Grahn
Hjalmar Georg Grahn, född 20 juli 1882 i Kotka i Finland, död 26 februari 1949 i Stockholm, var en finlandssvensk målare.
Han var son till apotekaren och kommunalrådet Hjalmar Grahn och Hanna Malmgren och från 1920 gift med Ingeborg Nordlander. Grahn studerade först sju år vid Helsingfors läroverk och ett års ingenjörsstudier i Sachsen innan han ändrade inriktning och studerade konst vid Ateneum i Helsingfors 1903. Därefter studerade han på på egen hand i Paris och vid Académie Colarossi i Paris. Han återvände till Helsingfors 1913 och beslöt sig för att emigrera till Sydamerika. Efter ett år som fåraherde i Patagonien och ett år som målare i Punta Arenas vistades han några månader på Eldslandet innan han återvände till Europa och bosatte sig i Stockholm 1917, han blev svensk medborgare 1924. Han debuterade som konstnär i en utställning i Helsingfors 1909 och ställde ut ett par gånger separat i Finland. I Sverige debuterade han 1918 på Nya konstgalleriet i Stockholm och ställde därefter ut separat på bland annat Galerie Moderne, Gummesons konsthall, Färg och Form och i ett flertal vandrings- och samlingsutställningar samt med gruppen Vicklebyskolan. Han blev ledamot av Konstakademien i Stockholm 1944. Hans konst består av porträtt, figurer, stilleben och landskap ofta med motiv från Stockholm utförda i olja eller pastell. En minnesutställning med hans konst visades på Färg och Form 1949. Grahn är representerad vi Moderna Museet, Helsingfors museum, Gävle museum, Linköpings konstmuseum, Kalmar Konstmuseum, Norrköpings konstmuseum, Borås konstmuseum, Waldemarsudde och Ateneum i Helsingfors.